# شاربسبورغ (جورجيا)
شاربسبورغ (بالإنجليزية: Sharpsburg, Georgia)‏ هي بلدة تقع في مقاطعة كوويتا، جورجيا بولاية جورجيا في الولايات المتحدة. تبلغ مساحتها 1.4 (كم²)، وترتفع عن سطح البحر 282 م، بلغ عدد سكانها 341 نسمة في عام 2010 حسب إحصاء مكتب تعداد الولايات المتحدة وتصل الكثافة السكانية فيها 225.7 نسمة/كم2.

## وصلات خارجية
- The US50 - Cities and Towns in Georgia State
- Georgia Cities and Towns, Facts, Map, Flag, Colleges, Government, and More